# Hemithrinax compacta
Hemithrinax compacta är en enhjärtbladig växtart som först beskrevs av August Heinrich Rudolf Grisebach och Hermann Wendland, och fick sitt nu gällande namn av Manuel Gómez de la Maza y Jiménez. Hemithrinax compacta ingår i släktet Hemithrinax och familjen Arecaceae. Inga underarter finns listade i Catalogue of Life.